# 危機管理士
危機管理士（、英語: emergency manager）は、特定非営利活動法人日本危機管理士機構が資格認定を行う日本の民間資格であり、同機構の登録商標である。

## 資格の位置づけ
日本危機管理士機構は危機管理士を「危機発生時において、危機発生後の時間経過に応じた迅速・的確な危機管理対応業務の遂行が可能であり、そのための知識と技能を有し、「危機管理」に携わる人材として、平時から被害発生の軽減に努めることができる人材」としており、求められる能力として以下を挙げている。
- 危機的事象や潜在的リスクを伴う事態に対しての適切な認識力
- 災害発生時に適用される法制度やその運用についての実践的な理解力
- 組織における災害対策本部の円滑な立ち上げやその運営、そして関連部署との連携など、総合判断に基づく的確な判断力と行動力

## 資格の種類
- 一級危機管理士
- 危機管理士（自然災害）
- 危機管理士（社会リスク）

## 資格のレベル
- 一級危機管理士：危機管理全般のマネジメントのできる統括者レベル
- 危機管理士（自然災害・社会リスク）：危機管理の専門知識を有し危機事象に的確に対応できる実務者レベル

## 資格の取得・更新の方法
次の全要件を満たすことで資格が認定される。
1. 年会費を支払い、特定非営利活動法人日本危機管理士機構に入会すること
2. 受講料と試験料を支払い、機構が主催する「危機管理士養成講座」（座学と演習）を受講すること
3. 講座の最終日に行われる資格認定試験に合格すること

一級危機管理士・危機管理士ともに資格の有効期限は3年間である。一級危機管理士の資格取得者は3年内に危機管理に関する活動・研究等をすることでポイントを取得し、一定のポイント合計で資格が更新される。危機管理士（自然災害・社会リスク）の資格取得者は3年毎にフォローアップの講習を受講することで、資格が更新される。

## 受験資格
自然災害と社会リスクの双方の危機管理士を取得してから2年を経過することで、一級危機管理士の受験資格を得られる。危機管理士の受験資格はない。

## リンク
- 特定非営利活動法人日本危機管理士機構
- 日本自治体危機管理学会
- 明治大学危機管理研究センター